# جولیوس بائر
جولیوس بائر (به آلمانی: Julius Baer) گروه بانکداری سوئیسی است، که در زمینه ارائه خدمات بانکداری اختصاصی، مدیریت ثروت و مدیریت سرمایه‌گذاری به مشتریان خصوصی و کسب‌وکارهای خانوادگی در سرتاسر جهان فعالیت می‌کند.
این بانک در سال ۱۸۹۰ توسط جولیوس بائر تأسیس شد و هم‌اکنون از نظر میزان دارایی‌های تحت مدیریت، پس از بانک یوبی‌اس، دومین بانک بزرگ سوئیس به‌شمار می‌آید. این بانک بالغ بر ۴۰ شعبه بین‌المللی در بیش از ۲۰ کشور جهان دارد. شعبه مرکزی گروه بانکداری جولیوس بائر در شهر زوریخ، سوئیس قرار دارد.